# NGC 3158
NGC 3158 is een elliptisch sterrenstelsel in het sterrenbeeld Kleine Leeuw. Het hemelobject werd op 17 maart 1787 ontdekt door de Duits-Britse astronoom William Herschel.

## Synoniemen
- UGC 5511
- MCG 7-21-20
- ZWG 211.22
- PGC 29822